# Plagiodontinae
A Plagiodontinae az emlősök (Mammalia) osztályának a rágcsálók (Rodentia) rendjébe, ezen belül a hutiák (Capromyidae) családjába tartozó alcsalád.

## Rendszerezés
Az alcsaládba az alábbi 2 nem és 4 faj tartozik; ezekből csak 1 faj él még ma is:
- Plagiodontia F. Cuvier, 1836 – 3 faj
- Rhizoplagiodontia Woods, 1989 – 1 faj
  - Rhizoplagiodontia lemkei Woods, 1989 – kihalt, egykor Hispaniola szigetén élt